# Variación de la entalpía estándar de combustión
La variación de la entalpía estándar de combustión es la variación de la entalpía cuando un mol de una sustancia reacciona completamente con oxígeno bajo condiciones normales de presión y temperatura (aunque los valores experimentales son por lo general obtenidos bajo condiciones diferentes y posteriormente ajustadas). Por definición, las reacciones de combustión son siempre exotérmicas y por lo tanto las entalpías de combustión siempre son negativas, si bien los valores para las combustiones individuales pueden variar.
Comúnmente se denota como {\displaystyle \Delta H_{\mathrm {comb} }^{\circ }} o {\displaystyle \Delta H_{\mathrm {c} }^{\circ }}. Cuando la entalpía necesaria no es una combustión, se puede representar como {\displaystyle \Delta H_{\mathrm {total} }^{\circ }}. Las entalpías de combustión se miden normalmente con una bomba de calorimetría, y se mide en unidades de energía (por lo general kJ); estrictamente hablando, el cambio de entalpía por mol de sustancia quemada es la entalpía normal molar de combustión (que generalmente se mide en unidades de kJ mol−1).